# The Best of 1980–1990
The Best of 1980–1990 är ett samlingsalbum av U2, utgivet 3 november 1998. En begränsad version innehåller även en cd med enbart b-sidor. The Sweetest Thing var b-sida till Where the Streets Have No Name 1987. En ny version gjordes och gavs ut som singel i samband med detta album. Originalversionen återfinns på cd 2.

## Låtar på albumet

### CD 1
1. "Pride (In the Name of Love)" – 3:48
2. "New Year's Day" (Special Version) – 4:17
3. "With or Without You" – 4:55
4. "I Still Haven't Found What I'm Looking For" – 4:38
5. "Sunday Bloody Sunday" – 4:40
6. "Bad" (Best of Edit) – 5:50
7. "Where the Streets Have No Name" (Best of Edit) – 4:35
8. "I Will Follow" – 3:36
9. "The Unforgettable Fire" – 4:53
10. "The Sweetest Thing" (The Single Mix) – 3:00
11. "Desire" – 2:59
12. "When Love Comes to Town" – 4:17
13. "Angel of Harlem" – 3:49
14. "All I Want Is You" – 6:31
15. "One Tree Hill" (endast i Japan) – 5:24
16. "October" – 2:20 (dolt spår)

### CD 2: B-sidor (begränsad)
1. "The Three Sunrises" (Best of Edit) – 3:52
2. "Spanish Eyes" – 3:14
3. "Sweetest Thing" – 3:03
4. "Love Comes Tumbling" (False Start) – 4:40
5. "Bass Trap" (Best of Edit)  – 3:31
6. "Dancing Barefoot" (Longer Version) – 4:45
7. "Everlasting Love" – 3:20
8. "Unchained Melody" – 4:52
9. "Walk to the Water" – 4:49
10. "Luminous Times (Hold on to Love)" – 4:35
11. "Hallelujah, Here She Comes" (Best of Edit) – 4:00
12. "Silver and Gold" – 4:37
13. "Endless Deep" – 2:57
14. "A Room at the Heartbreak Hotel" (Best of Edit) – 4:32
15. "Trash, Trampoline and the Party Girl" – 2:33